# Мюль, Отто
Отто Мюль (нем. Otto Muehl; 16 июня 1925[…], Grodnau, Бургенланд — 26 мая 2013[…], Монкарапашу, Moncarapacho e Fuseta) — австрийский художник, один из основателей венского акционизма, был осуждён за педофилию.

## Биография
Родился в семье скромного бургенландского учителя. В 1943 году, когда ему исполнилось 18 лет, Отто Мюля призвали в армию, где он дослужился до лейтенанта. Участвовал в Арденнской операции и едва избежал советского плена.
Окончив педагогическое отделение Венской академии художеств, около десяти лет занимался арт-терапией со страдающими нервными заболеваниями детьми.
Познакомившись с юными Гюнтером Брусом и Германом Нитшем, Отто Мюль с новыми друзьями принялся разряжать буржуазную атмосферу провокационными акциями в диапазоне от дадаистских выходок до языческих мистерий, испытывая на прочность лицемерие и ханжество сограждан. Мюль и его новые друзья осознавали, что с живописью пора завязывать. В 1962 году Мюль участвовал в трехдневной акции «Кровавый орган». В 1963 году он был впервые арестован на две недели за буйства на «Празднике психофизического натурализма», в ходе которого на головы случайной публики из окна полетел буфет, набитый мукой и вареньем. 
В 1968 году Мюль получил первый срок, сев в тюрьму на два месяца за участие в скандально известной акции «Искусство и революция» в Венском университете. Молодые акционисты сопровождали свою публичную лекцию мастурбацией и дефекацией, в том числе и на австрийский флаг, что переполнило чашу общественного терпения.
В 1970 году Отто Мюль основал в Вене коммуну, позже названную Aktionsanalytische Organisation (Акционно-аналитическая организация; AAO). Там был проведен его самый радикальный художественно-педагогический эксперимент в области жизнестроительства и выращивания нового, абсолютно раскрепощенного, естественного, как зверь, человека. Вначале Aktionsanalytische Organisation размещалась в Вене на Пратерштрассе, затем переехала в городок Фридрихсхоф. Aktionsanalytische Organisation строилась на принципах свободной любви, общей собственности и коллективного воспитания детей без предрассудков. В середине 1980-х, в её лучшие годы, она насчитывала около 700 человек. В 1991 году коммунизму пришел конец — Aktionsanalytische Organisation распалась, а основатель сел в тюрьму на семь лет по обвинениям в педофилии и нелегальном обороте наркотиков. Отто Мюль отверг все обвинения, отказался просить прощения и каяться, в тюрьме рисовал, писал картины и сочинял «Письма из тюрьмы». Освободившись, Отто Мюль уехал из Австрии в Португалию, где вновь поселился в коммуне художников.
В 2010 году Мюль принес публичные извинения за роль, которую он сыграл будучи руководителем Акционно-аналитической организации. Извинения были оглашены на пресс-конференции перед открытием персональной выставки Мюля в Музее Леопольда.
Отто Мюль, страдавший болезнью Паркинсона и сердечной недостаточностью, умер 26 мая 2013 года в окружении друзей.